# Kulspruta m/39
A Kulspruta m/39 (ksp m/39) é um desenvolvimento sueco da metralhadora Browning M1917. É uma variante resfriada a ar da Kulspruta m/36. Embora montada principalmente em veículos, também podia ser usada como arma antiaérea, sendo esta última principalmente com câmara de 8 mm (8x63mm m/32). Após a Segunda Guerra Mundial, os modelos 6,5 foram adaptados para disparar o cartucho 6,5x55 m/41 (6,5 mm sk ptr m/94 prj m/41). Na década de 1970, as metralhadoras foram convertidas para 7,62x51mm NATO. As Ksp M/39 ainda estavam em uso no Stridsvagn 122 e no Stridsfordon 90, mas foram posteriormente substituídas por metralhadoras mais modernas.